# Lijst van rijksmonumenten op het Prinseneiland
Een overzicht van de 38 rijksmonumenten op het Prinseneiland in Amsterdam.
| Object | Oorspronkelijke functie? | Bouwjaar          | Architect | Locatie               | Coördinaten?                  | Nr.?   | Afbeelding                       |
| --- | ------------------------ | ----------------- | --------- | --------------------- | ----------------------------- | ------ | -------------------------------- |
| Pakhuis met puntgevel | Woonhuis                 | 18e eeuw          |           | Prinseneiland 5       | 52° 23' 9" NB, 4° 53' 16" OL  | 4205   | Pakhuis met puntgevel            |
| Pakhuis met puntgevel | Gebouw                   | 18e eeuw          |           | Prinseneiland 11      | 52° 23' 9" NB, 4° 53' 16" OL  | 4206   | Pakhuis met puntgevel            |
| Pakhuis met puntgevel | Gebouw                   | 17e eeuw          |           | Prinseneiland 17      | 52° 23' 10" NB, 4° 53' 16" OL | 4207   | Meer afbeeldingen                |
| Pakhuis met puntgevel | Gebouw                   | 17e eeuw          |           | Prinseneiland 19A     | 52° 23' 10" NB, 4° 53' 16" OL | 4208   | Pakhuis met puntgevel            |
| Pakhuis met puntgevel | Gebouw                   | 17e eeuw          |           | Prinseneiland 21A     | 52° 23' 10" NB, 4° 53' 15" OL | 4209   | Pakhuis met puntgevel            |
| Zeer breed pakhuis | Gebouw                   | 17e eeuw          |           | Prinseneiland 23      | 52° 23' 11" NB, 4° 53' 16" OL | 4210   | Zeer breed pakhuis               |
| Pakhuisgroep met twee puntgevels | Gebouw                   | 19e eeuw          |           | Prinseneiland 25      | 52° 23' 11" NB, 4° 53' 16" OL | 4211   | Pakhuisgroep met twee puntgevels |
| Pakhuis met puntgevel | Gebouw                   | 18e eeuw          |           | Prinseneiland 39      | 52° 23' 11" NB, 4° 53' 15" OL | 4212   | Pakhuis met puntgevel            |
| Dubbel pakhuis met twee puntgevels | Gebouw                   | 17e eeuw          |           | Prinseneiland 49      | 52° 23' 11" NB, 4° 53' 13" OL | 4213   | Meer afbeeldingen                |
| Justina-Catherina | Gebouw                   | 17e eeuw          |           | Prinseneiland 61A     | 52° 23' 11" NB, 4° 53' 12" OL | 4214   | Meer afbeeldingen                |
| Pakhuis met puntgevel | Gebouw                   | 17e eeuw          |           | Prinseneiland 65      | 52° 23' 10" NB, 4° 53' 12" OL | 4215   | Meer afbeeldingen                |
| Pakhuis met puntgevel | Gebouw                   | 17e eeuw          |           | Prinseneiland 67      | 52° 23' 10" NB, 4° 53' 12" OL | 4216   | Meer afbeeldingen                |
| Pakhuis met puntgevel | Gebouw                   | 17e eeuw          |           | Prinseneiland 69      | 52° 23' 10" NB, 4° 53' 12" OL | 4217   | Meer afbeeldingen                |
| Pakhuis met puntgevel | Gebouw                   | 17e eeuw          |           | Prinseneiland 71      | 52° 23' 10" NB, 4° 53' 12" OL | 4218   | Meer afbeeldingen                |
| Pakhuis met puntgevel | Gebouw                   | 17e eeuw          |           | Prinseneiland 73A     | 52° 23' 10" NB, 4° 53' 12" OL | 4219   | Meer afbeeldingen                |
| Pakhuis met puntgevel | Gebouw                   | 18e eeuw          |           | Prinseneiland 77      | 52° 23' 9" NB, 4° 53' 12" OL  | 4220   | Meer afbeeldingen                |
| Pakhuis met puntgevel | Gebouw                   | 17e eeuw          |           | Prinseneiland 79A     | 52° 23' 9" NB, 4° 53' 12" OL  | 4221   | Meer afbeeldingen                |
| Pakhuis met puntgevel | Gebouw                   | 17e eeuw          |           | Prinseneiland 81      | 52° 23' 9" NB, 4° 53' 13" OL  | 4222   | Meer afbeeldingen                |
| Pakhuis met puntgevel | Gebouw                   | 17e eeuw          |           | Prinseneiland 83      | 52° 23' 9" NB, 4° 53' 12" OL  | 4223   | Meer afbeeldingen                |
| Pakhuis met puntgevel | Gebouw                   | 17e eeuw          |           | Prinseneiland 85      | 52° 23' 8" NB, 4° 53' 12" OL  | 4224   | Meer afbeeldingen                |
| Pakhuis met puntgevel | Gebouw                   | 18e eeuw          |           | Prinseneiland 107A    | 52° 23' 6" NB, 4° 53' 13" OL  | 4225   | Meer afbeeldingen                |
| Pakhuis met puntgevel | Opslag                   | 18e eeuw          |           | Prinseneiland 109A    | 52° 23' 6" NB, 4° 53' 13" OL  | 4227   | Meer afbeeldingen                |
| Pakhuis met puntgevel | Gebouw                   | 1664              |           | Prinseneiland 269     | 52° 23' 6" NB, 4° 53' 13" OL  | 4228   | Meer afbeeldingen                |
| Pakhuis met puntgevel | Gebouw                   | 1664              |           | Prinseneiland 269     | 52° 23' 6" NB, 4° 53' 13" OL  | 4229   | Meer afbeeldingen                |
| Pakhuis met puntgevel | Gebouw                   | 17e/18e eeuw      |           | Prinseneiland 287     | 52° 23' 5" NB, 4° 53' 13" OL  | 4230   | Meer afbeeldingen                |
| Pakhuis met puntgevel | Gebouw                   | 17e/18e eeuw      |           | Prinseneiland 291     | 52° 23' 5" NB, 4° 53' 14" OL  | 4231   | Meer afbeeldingen                |
| Pakhuis met puntgevel | Gebouw                   | 17e/18e eeuw      |           | Prinseneiland 305     | 52° 23' 5" NB, 4° 53' 14" OL  | 4232   | Meer afbeeldingen                |
| Pakhuis met puntgevel | Gebouw                   | 17e/18e eeuw      |           | Prinseneiland 307     | 52° 23' 5" NB, 4° 53' 14" OL  | 4233   | Meer afbeeldingen                |
| Pakhuis met gepleisterde puntgevel | Gebouw                   |                   |           | Prinseneiland 323     | 52° 23' 5" NB, 4° 53' 14" OL  | 4234   | Meer afbeeldingen                |
| Pakhuis met puntgevel | Gebouw                   | mogelijk 18e eeuw |           | Prinseneiland 397     | 52° 23' 5" NB, 4° 53' 15" OL  | 4235   | Pakhuis met puntgevel            |
| Pakhuis met puntgevel | Gebouw                   | 1689              |           | Prinseneiland 399     | 52° 23' 6" NB, 4° 53' 15" OL  | 4236   | Upload foto                      |
| Pakhuis met puntgevel | Gebouw                   | 1689              |           | Prinseneiland 399     | 52° 23' 6" NB, 4° 53' 15" OL  | 4237   | Meer afbeeldingen                |
| Zeer breed bakhuis met trapeziumgevel | Gebouw                   | 17e eeuw          |           | Prinseneiland 443     | 52° 23' 6" NB, 4° 53' 15" OL  | 4238   | Meer afbeeldingen                |
| Pakhuis met puntgevel | Gebouw                   | 18e eeuw          |           | Prinseneiland 475     | 52° 23' 7" NB, 4° 53' 15" OL  | 4239   | Meer afbeeldingen                |
| Pakhuis met puntgevel | Gebouw                   | 18e eeuw          |           | Prinseneiland 491-511 | 52° 23' 7" NB, 4° 53' 15" OL  | 4240   | Meer afbeeldingen                |
| Pakhuis met puntgevel | Gebouw                   | 18e eeuw          |           | Prinseneiland 491-511 | 52° 23' 7" NB, 4° 53' 15" OL  | 4241   | Meer afbeeldingen                |
| Breed pakhuis met gevel onder trapeziumtop, voorzien van tweelichten in verticaal gekoppelde korfboognissen en gevelstenen tussen de ophaaldeuren | Gebouw                   | 1650              |           | Prinseneiland 517     | 52° 23' 7" NB, 4° 53' 15" OL  | 4242   | Meer afbeeldingen                |
| Dubbele atelierwoning | Werk-woonhuis            | 1898              | C.J. Maks | Prinseneiland b" 24"A | 52° 23' 6" NB, 4° 53' 11" OL  | 518380 | Dubbele atelierwoning            |